# Euphthiracarus cernuus
Euphthiracarus cernuus är en kvalsterart som beskrevs av Walker 1965. Euphthiracarus cernuus ingår i släktet Euphthiracarus och familjen Euphthiracaridae. Inga underarter finns listade i Catalogue of Life.